# Meteoritenfall Inningen (1998)
Koordinaten: 46° 9′ 36″ N, 134° 39′ 12″ O
Der Meteoritenfall Inningen im Jahr 1998 war ein vermeintliches Impaktereignis in Deutschland. Er stellte sich später als Fälschung heraus.

## Historie
Nachdem bereits in den Jahren 952 und 1528 jeweils ein Meteorit auf Augsburg niedergegangen war, meldete sich im September 1998 ein Spaziergänger bei Michael Schieber, dem damaligen Leiter des Rieskrater-Museums. Er habe auf der Straße zwischen den beiden Augsburger Stadtteilen Inningen und Haunstetten bei Augsburg einen 1,2 Kilogramm schweren Eisenmeteoriten gefunden.
Schieber verwies den Finder an das Max-Planck-Institut für Kosmochemie in Mainz. Das Institut bestätigte an einer Probe des Steins die Echtheit als Meteorit. Der Stein wies Nickel, Gallium, Germanium und Iridium in Mengen auf, wie sie nur aus Meteoriten bekannt sind. Im Rahmen der chemischen Analyse des „Inninger“-Meteoriten stellte sich jedoch eine große Ähnlichkeit zu den bisher gefundenen Bruchstücken des Sikhote-Alin-Meteoriten, welcher am 12. Februar 1947 in Ostsibirien niedergegangen war, heraus.
Ein bayerischer Eisenmeteorit hätte aufgrund seiner großen Seltenheit einen deutlich höheren Gewinn abgeworfen als die auf jeder Mineralienbörse angebotenen Sikhote-Alin-Bruchstücke. Das Objekt befindet sich nun im Senckenberg Forschungsinstitut und Naturkundemuseum in Frankfurt am Main.
Im Jahr 2011 wurde Inningen als echter Meteoritenfundort offiziell zurückgezogen. „The Meteoritical Society“ schreibt, dass es keinen Zweifel mehr gibt, dass dieser Eisenmeteorit zum Fall bei Sikhote-Alin gehört.